# Hervé Manent
Pour les articles homonymes, voir Manent.
Pas d'image ? Cliquez ici

a Compétitions nationales et continentales officielles uniquement.

Dernière mise à jour le 28 avril 2025.
Hervé Manent, né le 24 septembre 1971 à Toulouse, est un joueur français de rugby à XV qui évolue au poste de deuxième ligne ou troisième ligne.

## Palmarès
- Vainqueur du Championnat de France en 1995, 1996 et 1997 avec le Stade toulousain.
- Finaliste du Championnat de France en 2000 avec le Stade toulousain.
- Vainqueur de la Coupe d'Europe en 1996 avec le Stade toulousain.
- Finaliste de la Coupe d'Europe en  1999 avec le Stade toulousain.
- Vainqueur duChallenge Yves du Manoir en 1995 avec le Stade toulousain.
- Vainqueur du Challenge européen en 1998 avec l'US Colomiers.